# بريت مولدر
بريت مولدر (6 فبراير 1964 ببرث في أستراليا - ) (بالإنجليزية: Bret Mulder)‏ هو لاعب كريكت أسترالي. لعب مع فريق غرب أستراليا للكريكت ‏.

## وصلات خارجية
- بريت مولدر على موقع إي آس بي آن كريك إنفو (الإنجليزية)